# The Emperor's New School
The Emperor's New School is een Amerikaanse animatieserie van Disney. De serie is afgeleid van de animatiefilm Keizer Kuzco. In 2009 telt de serie twee seizoenen met 46 afleveringen.
In België werd de serie sinds 5 januari 2008 uitgezonden door Ketnet met een Nederlandse nasynchronisatie. In Nederland werd de serie uitgezonden op Net5, Disney Channel en vanaf 1 januari 2010 op Disney XD.

## Verhaal
Net als “Keizer Kuzco” speelt de serie zich af in het Incarijk. Aan het begin van de serie wordt Kuzco afgezet als keizer. Om zijn troon terug te krijgen moet hij eerst alle klassen halen van een door hem gefinancierde school. De sluwe Yzma en haar handlanger Kronk proberen dit ten kostte van alles te verhinderen. Yzma gaat undercover op de school vermomd als directrice, en Kronk als leerling.
Kuzco wordt bijgestaan door de boer Pacha, die als vaderfiguur voor hem dient. Kuzco wordt door Pacha en zijn vrouw gezien als lid van de familie.

## Connecties met de films
Het verhaal van de serie speelt zich af na “Keizer Kuzco”. Dit wordt duidelijk uit het feit dat er geregeld naar gebeurtenissen uit die film wordt gerefereerd.
Het is echter minder duidelijk waar de serie staat ten opzichte van de tweede film, Keizer Kuzco 2: King Kronk. Het is zelfs mogelijk dat de serie en Keizer Kuzco 2: King Kronk moeten worden gezien als twee opzichzelfstaande producties die weliswaar beide een vervolg zijn op dezelfde film, maar onderling geen connecties hebben. In de serie werkt Kronk immers nog voor Yzma, terwijl hij in Keizer Kuzco 2: King Kronk stopte met voor haar te werken. Kronk’s vrouw uit de tweede film komt ook niet voor in de serie.

## Personages
Kuzcode voormalige keizer van de Inca’s, nu een eenvoudige schoolleerling. Hij woont bij Pacha en zijn vrouw in. Hij is niet meer de verwende egoïstische keizer die hij in de film was, maar is duidelijk niet gewend aan een leven buiten het paleis.
Yzmade voormalige adviseur van Kuzco. Ze heeft het voorzien op de troon, en wil om die reden van Kuzco af. Ze denkt echter vrijwel nooit goed na over haar plannen, waardoor deze steevast mislukken. In de serie is ze de directrice van de school.
KronkYzma’s gespierde, maar niet bijster slimme handlanger. Kronk heeft echter wel een talent om met dieren om te kunnen gaan, en met hen te communiceren. Zijn loyaliteit aan Yzma is niet altijd even groot, en soms helpt hij zelfs Kuzco.
Pachade boer bij wie Kuzco in huis woont. Zijn band met Kuzco is een stuk sterker geworden sinds de film, en hij dient nu zelfs als een soort vaderfiguur voor de jonge keizer.
Malinaeen populaire leerling op de school waar Kuzco op zit. Ze lijkt de perfecte leerling, maar er zijn aanwijzingen dat dit niet zo is. Zo lijdt ze door haar succes aan hebzucht.
ChichaPacha’s vrouw.
Mr. Flaco MoleguacoKuzco’s primaire leraar. Hij is niet alleen erg klein, hij heeft ook nog eens een kort lontje. Hij dreigt vaak Kuzco te laten zakken, maar toen Kuzco daadwerkelijk een keer de school verliet bleek dat hij zijn lessen zonder Kuzco erg saai vond.

## Lopende grappen
De serie bevat een aantal lopende grappen, meestal overgenomen uit de film Keizer Kuzco. Enkele voorbeelden:
- Indien twee personages naar Yzma's laboratorium willen gaan, halen ze vaak eerst de verkeerde hendel over en gebeurt er iets onplezierigs. Een veelgehoorde reactie hierop is de vraag waarom ze die tweede hendel eigenlijk hebben.
- Een personage wordt uit het raam gegooid, maar landt altijd op iets zachts dat buiten stond omdat het verkeerd bezorgd was.
- Kronk die steeds vergeet dat Yzma en directrice Amzy een en dezelfde zijn.
- Yzma's achtbaan naar het lab is elke keer iets anders.
- Kuzco zet het beeld even stil om de kijker audiocommentaar te geven over hoe groots hij is.
- Kuzco die in zichzelf praat wanneer hij moet luisteren naar een saai onderwerp.
- Kronk die steeds naar Yzma refereert als een dinosaurus.
- Als Kronk voor een morele keuze staat, verschijnen er altijd een duivelkronk en engelkronk op zijn schouders die hem elk proberen over te halen de juiste keuze te maken.

## Rolverdeling

### Engelstalig
- J.P. Manoux — Kuzco
- Jessica Di Cicco — Malina
- Fred Tatasciore — Pacha (Season 1)
- John Goodman - Pacha (Seasons 2-)
- Wendie Malick — Chicha
- Kelly Ann Kelso — Chaca
- Shane Baumel — Tipo
- Eartha Kitt — Yzma
- Patrick Warburton — Kronk
- Curtis Armstrong — Mr. Moleguaco
- Bob Bergen — Bucky
- Rip Taylor — The Royal Record Keeper
- Kevin Michael Richardson - Kavo
- John DiMaggio - Mr Nadaempa

### Nederlandstalig
- Hans Somers - Kuzco
- Eva Burmeister - Malina
- Bas Keijzer - Pacha
- Tanneke Hartzuiker - Chicha
- Tara Hetharia - Chaca
- Marjolijn Touw - Yzma (Season 1)
- Patty Paff - Yzma (Season 2)
- Bart Oomen - Kronk
- Pim Koopman - Kavo
- Fred Meijer - Mr Nadaempa

Overige stemmen:
- Anneke Beukman
- Marloes van den Heuvel
- Frans Limburg
- Reinder van der Naalt
- Jannemien Cnossen
- Erik Koningsberger